# Bromus pellitus
Bromus pellitus är en gräsart som beskrevs av Eduard Hackel. Bromus pellitus ingår i släktet lostor, och familjen gräs. Inga underarter finns listade i Catalogue of Life.